# 茜しゅうへい
茜 しゅうへい（あかね しゅうへい）は、日本の漫画家。愛媛県出身のA型の男性。主に成人向け漫画を執筆している。

## 人物・作風
執筆活動では成人漫画家の風船クラブの影響を強く受け、雑誌MUJINで第一回新人佳作賞を受賞。2006年にCOMIC MUJINでデビュー。そしてこの作者の作風は主に巨乳デカ尻のハードコア系でムチムチでパツンパツンな肉体をした女性を好んで描き、きわめて重量感たっぷりのエロボディーが特徴。商業誌では、少年がムチムチな欲求不満な熟女を責めるパターンが多く柔らかな肉体での陵辱系を得意とする。
特に同人陵辱系調教をベースにした、ゲームキャラのアナルセックス、痴女輪姦、ふたなり、近親相姦など非常にエロチシズム垂涎ともいえるマニアックなネタを肉感あますとこなくたっぷり描いている。 
そして2012年頃からは商業誌から同人誌へ転換し執筆に専念。これはその師とする風船クラブらと共に商業誌から同人誌に切り替えたことで時間的なゆとりを生みガチエロ新時代の創作活動の真髄を切り開くために合同サークル「さかむけ」を発足、その主要メンバーとして活躍中。
そのサークルでの活動作品として、ネットダウンロード販売。またコミックトレジャーらに精力的に参加をおこなっており、作風として主にストリートファイターの春麗（チュンリー）の巨乳デカ尻系のむちむちレオタードふたなり調教モノや、森雪のアナルと臭いにこだわるいわゆる熟熟系での作品を展開。
また創作活動である成人作画作業は18禁のためFC2によりネットでの生配信トークライブ番組でときたま見ることができ、熱烈なファンをあきさせない工夫がなされており、ライブ中に本人の歌唱力があるためおまけで生歌を聞ける場合がある。
生配信トークライブ番組では主にアニメ・漫画談議・プロレス・北斗の拳・ガンダム・ミニ四駆・インスタントラーメンなどの話題を取り扱う。スケバン刑事の南野陽子が好きで、ネットワークゲーム機動戦士ガンダムオンライン を執筆活動の合間でエンジョイしている。なかでも「インスタントラーメンでは『うまかっちゃんはうまいんですよ！』」と、そして、リアルラーメンでは『下関の金龍ラーメンはベスト・オブ・油そば』とFC2のストリーム生配信『茜しゅうへい作業配信!』のインタビューで語っている。
また、一部の熱烈なファン要望として、大好評だった代表作の続編「スクールメイツ」を執筆してくれるというファン・サービスをしてくれるフレキシビリティーな活動もおこなっている。作品名は「スクールメイツ・外伝」。

（雑話）

fc2ライブによるインタビュー取材　【wikiが載るようになっての変移】

「このごろはwikiのおかげで外国人の読者のアクセスが増えました。なかでも面白かったのは、外国（韓国）の学生読者が茜しゅうへい作品を研究していますと言ってきたんですよ。漫画家魂としては、この先３０年は続けていきたい！」と熱弁で語った・・・・。

## 作画TOOL
近年、アナログペン入れからＰＣによるデジタル作画でCLIP STUDIO PAINT-EXでの執筆作業にコンバート。
「突発的失敗した偶発的にでるいい線はアナログにはあるが、デジタルにはそれができない。とはいってもデジタルからアナログには戻れない」とFC2で語る。

## 作品リスト

### 漫画単行本
- 百花凌乱 (MUJIN COMICS) 茜しゅうへい (2011年06月03日)
- 菊性天女 (MUJIN COMICS) 茜しゅうへい (2009年11月06日)
- 絶肛張   (MUJIN COMICS) 茜しゅうへい (2008年09月05日)

### 雑誌
- 『マッドネス・シンフォニー 女神の宴』（『BUSTER COMIC』2012年3月号――2012年01月29日）
- 『曼珠沙華』（『BUSTER COMIC』2012年1月号――2011年12月08日）
- 『フルコースレッスン』（『COMIC Mujin』2011年7月号――2011年06月15日）
- 『シェイクボディー』（『BUSTER COMIC』2010年3月号――2010年02月03日）
- 『シェイクボディー #2』（『BUSTER COMIC』2010年7月号――2010年06月10日）
- 『シェイクボディー #3』（『BUSTER COMIC』2010年11月号――2010年10月14日）
- 『シェイクボディー #4』（『BUSTER COMIC』2011年1月号――2010年12月05日）
- 『シェイクボディー 最終話』（『BUSTER COMIC』2011年3月号――2011年01月29日）
- 『絵美先生お願い聞いて』（『(COMIC Mujin 2009年12月号増刊 No Limit―2009年10月23日）
- 『拷悶尻 #2』（『BUSTER COMIC』2009年7月号――2009年06月07日）
- 『保険医はサドorマゾ』（『BUSTER COMIC』Vol.9――2008年12月16日）

### ダウンロード販売(Book Sale)

#### <R18漫画 Hentai Manga>
- パートナートレード(とらのあな)茜しゅうへい　（サークル：まるちぃず 茜しゅうへい堂)
- ボテふた(とらのあな)茜しゅうへい　（サークル：茜しゅうへい堂 スタジオgorenuke)
- あの葡萄はすっぱいに違いない(メロンブックス)茜しゅうへい　（サークル：茜しゅうへい堂)
- 豊満女教師調教 鏡花【第10話】(DLsite)茜しゅうへい    　　　（サイベリアコミックス）
- 豊満女教師調教 鏡花【第9話】(DLsite)茜しゅうへい    　　　（サイベリアコミックス）
- 豊満女教師調教 鏡花【第8話】(DLsite)茜しゅうへい    　　　（サイベリアコミックス）
- 豊満女教師調教 鏡花【第7話】(DLsite)茜しゅうへい    　　　（サイベリアコミックス）
- 豊満女教師調教 鏡花【第6話】(DLsite)茜しゅうへい    　　　（サイベリアコミックス）
- 豊満女教師調教 鏡花【第5話】(DLsite)茜しゅうへい    　　　（サイベリアコミックス）
- 豊満女教師調教 鏡花【第4話】(DLsite)茜しゅうへい    　　　（サイベリアコミックス）
- 豊満女教師調教 鏡花【第3話】(DLsite)茜しゅうへい    　　　（サイベリアコミックス）
- 豊満女教師調教 鏡花【第2話】(DLsite)茜しゅうへい    　　　（サイベリアコミックス）
- 豊満女教師調教 鏡花【第1話】(DLsite)茜しゅうへい    　　　（サイベリアコミックス）
- 臭々レモン2(DLsite)茜しゅうへい    　　　（サークル：茜しゅうへい堂）
- 臭々レモン1(DLsite)茜しゅうへい    　　　（サークル：茜しゅうへい堂）
- CALL GIRL CHUN-LI(ﾒﾛﾝBOOKs)茜しゅうへい    　　　（サークル：茜しゅうへい堂）
- 正義の代償1,2フルパック(DMM)茜しゅうへい    　　　（サークル：茜しゅうへい堂）
- 女学園長 春麗(とらのあな)茜しゅうへい    　　　（サークル：茜しゅうへい堂）
- オータムのたは、タプタプのた!!(とらのあな)茜しゅうへい    　　　（サークル：茜しゅうへい堂）
- 正義の代償2   (とらのあな)茜しゅうへい　　　（サークル：茜堂)
- 肉ばなれ5号     (とらのあな)茜しゅうへい+etc （サークル：さかむけ）
- 肉ばなれ4号     (とらのあな)茜しゅうへい+etc （サークル：さかむけ）
- 臭々レモン2     (とらのあな)茜しゅうへい　　  （サークル：茜堂）
- 肉ばなれ3号     (とらのあな)茜しゅうへい+etc 　　（サークル：さかむけ）
- むちうち     (とらのあな)茜しゅうへい+etc 　　（サークル：さかむけ）
- 肉ばなれ二号     (とらのあな)茜しゅうへい+etc 　　（サークル：さかむけ）

#### ＜Hentai Manga CG＋ノベル(Download Sale)＞
- 国際女捜査官調教記ー堕宴 (DMM)茜しゅうへい（サークル：茜堂）"Kokusai onna sousa kan choukyouki - Daen"